# Palazzo di Città (Ivrea)
El Palazzo di Città (en piamontés: Palass ëd Sità) es un antiguo palacio ubicado en el centro histórico de la ciudad piamontesa de Ivrea, sede del ayuntamiento municipal.

## Historia
El sitio adonde hoy se levanta el Palazzo di Città anteriormente era ocupado por el hospital De Burgo, abandonado hacia 1750.
Los trabajos de construcción empezaron el 3 de julio de 1758 y se acabaron en 1761.

## Descripción
El palacio se levanta en la Piazza de Città, la plaza principal de Ivrea, en frente de la antigua iglesia de San Udalrico.